# Resolució 1000 del Consell de Seguretat de les Nacions Unides
La Resolució 1000 del Consell de Seguretat de les Nacions Unides fou adoptada per unanimitat el 23 de juny de 1995. Després de recordar totes les resolucions sobre Xipre, en particular les resolucions 186 (1964) i 969 (1994), el Consell va expressar la seva preocupació per la manca de progrés en la disputa política de Xipre i va ampliar el mandat de la Força de les Nacions Unides pel Manteniment de la Pau a Xipre (UNFICYP) fins al 31 de desembre de 1995.
En examinar un informe del Secretari General Boutros Boutros-Ghali, el Consell va convidar les autoritats militars d'ambdues parts a que garantissin que no s'hagués produït cap incident al llarg de la zona d'amortiment de les Nacions Unides a Xipre i a cooperar amb la UNFICYP, especialment pel que fa a l'ampliació de l'acord de retirada de 1989 per cobrir totes les àrees de la zona d'amortiment. Es va demanar al Secretari General que seguís examinant l'estructura i la força de la Força de Manteniment de la Pau amb vista a reestructurar-la si fos necessari.
Es va instar a totes les parts interessades a comprometre's amb una reducció de les tropes estrangeres a Xipre i reduir la despesa de defensa, com a primer pas cap a la retirada de les forces no xipriotes com es va proposar en el "conjunt d'idees". La resolució també va demanar que les parts, d'acord amb la Resolució 839 (1993), que entressin en discussions amb vista a prohibir munició real i disparar armes dins del rang de la zona d'amortiment. Es va instar als líders de Xipre i de Xipre del Nord a promoure la tolerància i la reconciliació entre les dues comunitats, acollint amb satisfacció els esforços del secretari general per mantenir contactes amb els dos líders. Es va atorgar importància a la implementació de mesures de foment de la confiança de la Resolució 939 (1994).
Es va demanar al Secretari General que informés al Consell el 10 de desembre de 1995 sobre els esdeveniments a l'illa.